# Eocardiidae
Eocardiidae — вимерла родина кавіоморфних гризунів з Південної Америки. Родина, ймовірно, є предком живої родини Caviidae, до якої входять кавії, мари, капібари та їхні родичі. МакКенна та Белл (1997) розділили Eocardiidae на дві підродини: Luantinae для двох найдавніших родів (Asteromys і Luantus) і Eocardiinae для інших родів. Kramarz (2006) рекомендував відмовитися від цих підродин, оскільки роди, розміщені в Luantinae, здається, представляють базальні еокардіїди, а не спеціалізовану бічну гілку. Остання гіпотеза була запропонована Вудом і Паттерсоном (1959).
Скам'янілості родини були знайдені в формаціях Колхуеуапіа до Фріазійського Пінтурас, Сарм'єнто, Санта-Крус, Ріо-Джейнемейні та Коллон-Кура в Аргентині та групі Кура-Маллін у Чилі.